# Ordre de Charlemagne
Ne doit pas être confondu avec l'ordre de la Couronne de Charlemagne (France et États-Unis)
L’ordre de Charlemagne (en catalan : Orde de Carlemany) est un ordre honorifique civile décernée par le gouvernement de la Principauté d'Andorre.

## Historique
L'ordre de Charlemagne a été créé le 7 décembre 2007 par le ministre de la Culture Juli Minoves Triquell. 
Son nom vient du fondateur mythique de l'Andorre, l'empereur des Francs, Charlemagne, qui aurait donné la souveraineté des terres des vallées d'Andorre à la population qui vivait là, parce qu'elle l'avait aidé dans sa lutte contre les Sarrasins. Depuis lors, le nom de Charlemagne est devenu un symbole national.
Sa finalité est de « récompenser les mérites des personnes qui se sont distinguées dans leur domaine d'activité ou qui ont accompli des services exceptionnels pour l'État d'Andorre ».

## Structure
L'ordre possedait lors de sa fondation en 2007 quatre classes :
- Collier
- Grand-croix
- Commandeur
- Médaille

Lors de la réforme des régulations de l'Ordre de Charlemagne en 2024, elle possède actuellement trois classes:
- Grand-croix
- Commandeur
- Croix

Le président du Conseil de l'Ordre de Charlemagne est le chef du gouvernement andorran (actuellement Xavier Espot Zamora) et le secrétaire général du Conseil de l'Ordre de Charlemagne est le ministre des Affaires Étrangères (actuellement Imma Tor Faus).

## Membres de l'ordre
- José Luis Sampedro, titulaire de la médaille en 2008[1].
- Frank Gehry, nommé titulaire de la grand-croix en 2008, refuse la décoration.
- Xavier Espot Zamora, nommé ex officio titulaire de la grand-croix en tant que président du Conseil de l'Ordre de Charlemagne (17 juillet 2024)
- Imma Tor Faus, nommée ex officio titulaire de la grand-croix en tant que secrétaire générale du Conseil de l'Ordre de Charlemagne (17 juillet 2024)
- Carles Enseñat Reig, syndic général, nommée ex officio titulaire de la grand-croix en tant que membre du Conseil de l'Ordre de Charlemagne (17 juillet 2024)